# 石川賢 (1981年生の投手)
石川 賢（いしかわ さとる、1981年6月1日 - ）は、北海道函館市出身の元プロ野球選手（投手）。

## 来歴・人物
函館市立金堀小学校（現在は廃校）時代に、函館人見スポーツ少年団で野球を始める。函館市立的場中学校（現在は廃校）から北海道函館工業高等学校に進学すると、1年秋に全道大会に出場。
八戸大学に進学すると、主に抑えとして同期の川島亮らと共に、同校初の大学選手権出場とベスト8進出に貢献したが延長10回サヨナラ負け。
2003年のドラフトで中日ドラゴンズから3巡目で指名。150km近いストレートを持ち、将来のストッパー候補と目されていた。
しかし一軍で目立った成績を上げられぬまま、一軍未登板に終わった2007年にわずか4年で戦力外通告を受ける。その後12球団合同トライアウトを受け、東北楽天ゴールデンイーグルスが獲得した。楽天でチームメイトとなった青山浩二は、同じ高校と大学の2年後輩である。
楽天移籍後は2008年から3年連続で一軍での登板を果たせず、2010年10月1日付で戦力外通告を受け、現役を引退。
引退後は、二軍サブマネージャー兼用具担当として楽天球団に引き続き在籍。

## 詳細情報

### 年度別投手成績
| 年 度     | 球 団     | 登 板 | 先 発 | 完 投 | 完 封 | 無 四 球 | 勝 利 | 敗 戦 | セ 丨 ブ | ホ 丨 ル ド | 勝 率 | 打 者 | 投 球 回 | 被 安 打 | 被 本 塁 打 | 与 四 球 | 敬 遠 | 与 死 球 | 奪 三 振 | 暴 投 | ボ 丨 ク | 失 点 | 自 責 点 | 防 御 率 | W H I P |
| --------- | --------- | ----- | ----- | ----- | ----- | -------- | ----- | ----- | -------- | ----------- | ----- | ----- | -------- | -------- | ----------- | -------- | ----- | -------- | -------- | ----- | -------- | ----- | -------- | -------- | ------- |
| 2004      | 中日      | 9     | 0     | 0     | 0     | 0        | 0     | 0     | 0        | --          | ----  | 53    | 11.2     | 13       | 0           | 6        | 1     | 0        | 3        | 1     | 0        | 10    | 9        | 6.94     | 1.63    |
| 2005      | 中日      | 2     | 0     | 0     | 0     | 0        | 0     | 0     | 0        | 0           | ----  | 7     | 1.1      | 3        | 1           | 0        | 0     | 0        | 1        | 0     | 0        | 2     | 2        | 13.50    | 2.25    |
| 2006      | 中日      | 1     | 0     | 0     | 0     | 0        | 0     | 0     | 0        | 0           | ----  | 9     | 2.0      | 3        | 0           | 0        | 0     | 0        | 0        | 1     | 0        | 1     | 1        | 4.50     | 1.50    |
| 通算：3年 | 通算：3年 | 12    | 0     | 0     | 0     | 0        | 0     | 0     | 0        | 0           | ----  | 69    | 15.0     | 19       | 1           | 6        | 1     | 0        | 4        | 2     | 0        | 13    | 12       | 7.20     | 1.67    |

### 記録
- 初登板：2004年4月25日、対ヤクルトスワローズ1回戦（石川県立野球場）、5回表に4番手で救援登板、2回無失点
- 初奪三振：2004年4月30日、対横浜ベイスターズ3回戦（ナゴヤドーム）、8回表に河野友軌から空振り三振

### 背番号
- 28 （2004年 - 2005年）
- 58 （2006年 - 2007年）
- 60 （2008年 - 2010年）

### 登場曲
- 『Burning Heart』 サバイバー（2009年）
- 『Closer』 Ne-Yo（2010年）